# Claudia Robles García
Claudia Robles García, nació en Granada, el 14 de julio de 1990. Es una Maestro Internacional Femenino de ajedrez española.

## Resultados destacados en competición
Comenzó a destacar en los campeonatos por edades, ha  sido campeona de España en los campeonatos sub-10 en el año 2000, sub-12 del año 2002, sub-14 del año 2004, Campeonato de España Juvenil Femenino sub-18 de los años 2007 y 2008.
Participó representando a España en un Campeonato de Europa de ajedrez por equipos en el año 2009 en Novi Sad.